# Arjana
Arjana (arab. أريانة) – miasto w północnej Tunezji, w zespole miejskim Tunisu, ośrodek administracyjny gubernatorstwa Arjana. W 2014 roku liczyło około 114 tys. mieszkańców. Jedno z większych miast kraju.